# Charles Hallé

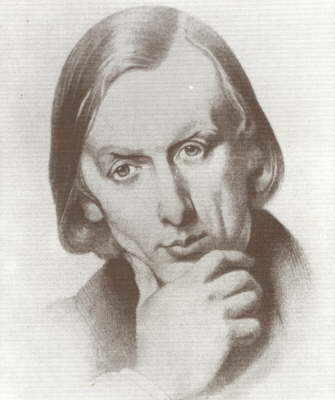
Karl Halle omkring 1850

Charles Hallé, ursprungligen Karl Halle, född 11 april 1819 i Hagen, död 25 oktober 1895 i Manchester, var en tyskfödd brittisk pianist, dirigent och tonsättare. Han var gift med den tysk-danska (mähriska) violinisten Wilma Neruda.
Hallé for 1836 till Paris, där han umgicks med Frédéric Chopin, Franz Liszt, Luigi Cherubini och andra, och var en uppburen pianospelare. Vid revolutionens utbrott 1848 slog sig Hallé ned i London, där hans anseende som pianist och pianopedagog ytterligare befästes. 1850 blev han dirigent vid Gentlemans Concert i Manchester, 1852 därjämte vid Ceciliaföreningen och upprättade 1857 sin egen orkester med abonnemangskonserter, Hallé Orchestra. 1883 blev han Max Bruchs efterträdare som dirigent för filharmonikerna i Liverpool. Han adlades 1888.